# KAI LCH/LAH

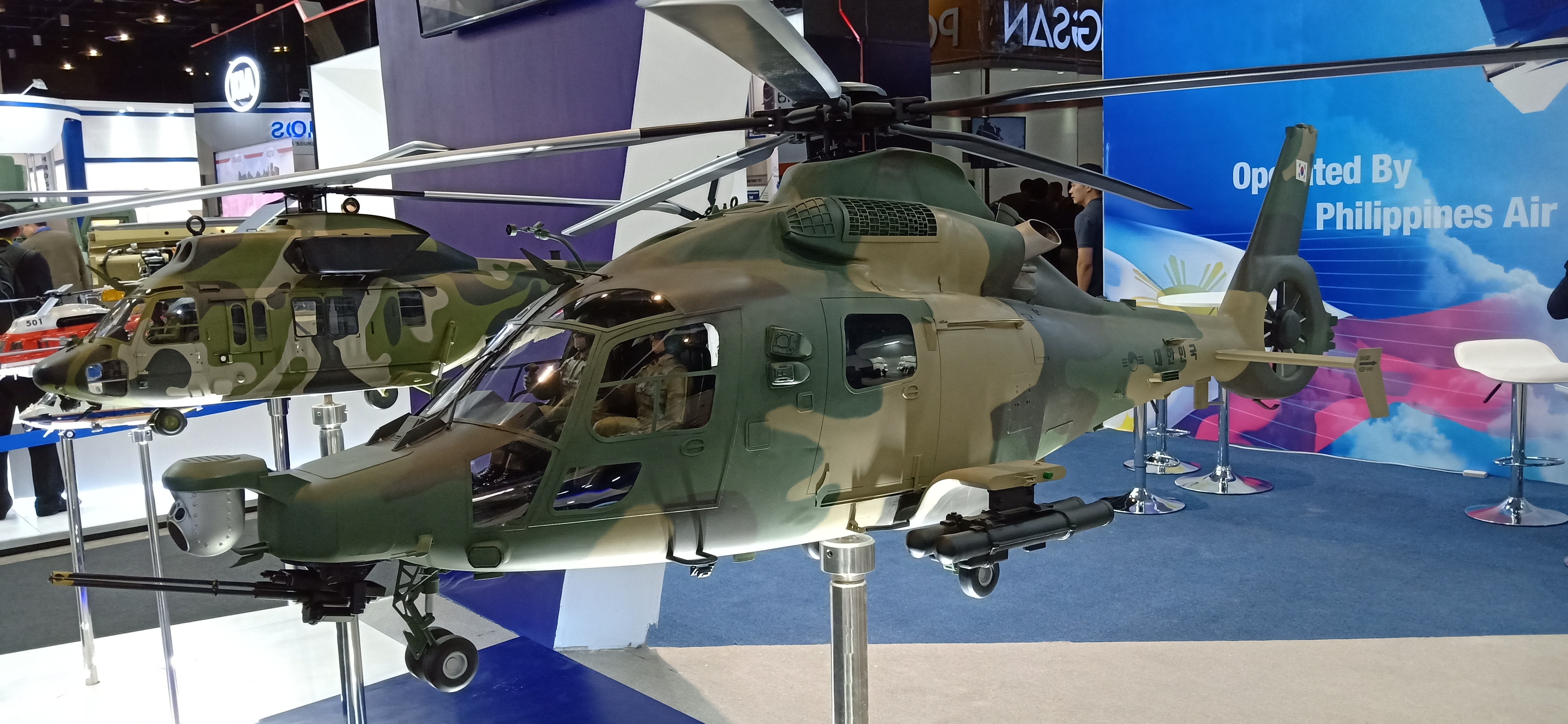
KAI LAHの模型

KAI LCH/LAHは、KAIが開発する汎用及び軽攻撃ヘリコプター。
LCHとLAHは基本的に同一の機体で民間用と軍用の仕様を分けるものとなる。LCHは、Light Civil Helicopter、LAHはLight Attack Helicopterの頭文字でそれぞれ軽民間ヘリコプターと軽武装ヘリコプターを表す。

## 概要
LCHは、緊急サービスや沿岸監視、旅客輸送、LAHはMD500やAH-1Sを置き換えながらAH-64Eとのハイローミックスで運用されることになる。
総額1兆ウォン以上を掛け開発が行われ、LCHは2020年までに、LAHは、2022年までに開発を完了する予定である。エアバス・ヘリコプターズは、原型機であるEC155の製造を中止することで合意していることから、開発が完了すれば、KAIは、同ヘリコプターを製造する唯一の企業となる。これは2018年からH160に取って代わられるH155の製品寿命を延ばすのに役立つ。
KAIでは、中東やアジアなどでAH-64 アパッチなどを買う余裕がない国にLAHは適していると述べており、300-400機の販売を見込んでいる。

## 開発

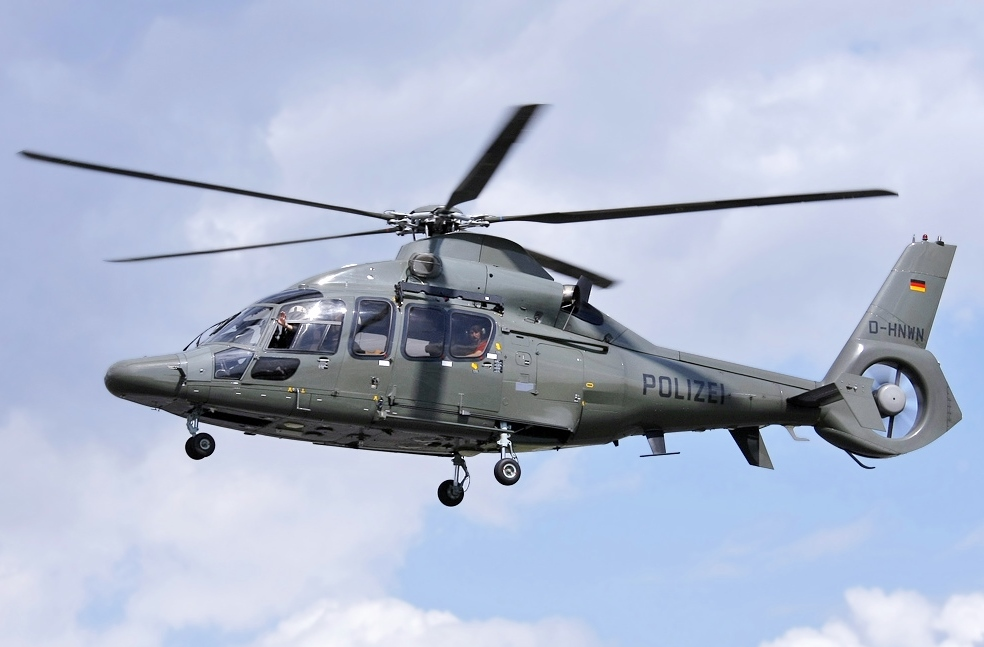
ベース機となるEC155

LCH/LAHは、2014年6月22日に韓国防衛事業庁より開発が発表された。
2014年1月1日、議会がLCHに3億ウォン、LAHに7億ウォンの予算を配分した。その後、7月22日にハンミン・グー国防部長官の主宰で「第81回防衛事業推進委員会」が開催され、2014年7月23日韓国航空宇宙産業が開発事業の優先交渉対象企業に選定された。その際公開された完成想像図とモックアップでは、LCHはテールローターにフェネストロンを採用した双発機となっており、軽攻撃型のLAHの機首にはガンターレットが装備されていた。
LCH/LAHは KAI社が海外企業の支援を受けて開発することになっており、機体は海外企業のものを元にすることになる。MTOWは4.2t - 5.3トンを想定している。KAIではアグスタ・ウエストランドやエアバス、ベル、シコルスキーと開発参加について交渉していた。
2015年1月12日にはシコルスキー、ベルは入札に参加せず、エアバス、アグスタウェストランドが参加することが報じられた。候補としてはEC155とAW169が挙がっていた。
2015年3月16日、エアバスのEC155が選定されたことが報じられた。
2015年6月25日、KAIは防衛事業庁（DAPA）と韓国産業技術評価研究所（KEIT）、産業通商資源部との間で1.6兆ウォン（14億ドル）の契約を締結した。
2016年2月15日、チュルボメカがLAH向けにアリエルの新しい派生型を提供すると発表した。
2016年2月26日、油圧システムの開発についてスペインのCESAは韓国EMKとの間で協力についての契約を結んだ。CESAはまず2つのコンポーネントを開発し、その後その他の3つのコンポーネントの開発についてEMKに助言を行う。
2016年6月7日、LCHのエンジンとしてアリエル 2C2、LAHのエンジンにはサフランとハンファテックウィンが共同で開発するアリエル 2L2が選択されたことが発表された。共同で開発されるアリエル2L2には新しく開発された軸流圧縮機、高圧圧縮機ディフューザ、高圧タービンの材料、およびデュアルチャネルFADECなどのコンポーネントを含まれるとされている。
2016年7月13日、LAHに装備するHMDとしてタレスのスコーピオンが選択された。
11月29日、KAIは本社で11月28日にLAHの生産を開始する式典を開催し、本格的にLAHが生産段階に入ったと発表した。KAIでは今年8月に予備設計審査を完了し現在詳細な設計に取り組んでおり、10月に図面を作成し、最初の試験のLAH用部品の生産を開始したとしている。予定ではLAH最初のモデルの組み立てを2017年6月に組立を開始して、2018年9月にリリースし2019年4月で初飛行させることとなっている。同時に開発中であるLCHについては10月に最初のプロジェクトモデルの生産を開始しており、第2のプロジェクトモデルも来年2月に生産に開始する予定である。
2019年7月4日、LAHの試作機が初のテスト飛行を実施したことがKAIから公表された。
2024年10月、LAHの名称がLAH-1 ミルオンと決定した。
2024年12月26日、韓国陸軍にLAHの最初の2機が納入された。